# Vanni Tealdi
 (juin 2019).
Si vous disposez d'ouvrages ou d'articles de référence ou si vous connaissez des sites web de qualité traitant du thème abordé ici, merci de compléter l'article en donnant les références utiles à sa vérifiabilité et en les liant à la section « Notes et références ».
Vanni Tealdi (1924-1998) est un dessinateur d'affiches de cinéma et un illustrateur de romans pour la jeunesse.
Il a dessiné un très grand nombre d’affiches pour le cinéma dès 1960. C'est également en 1960 qu'il commence, simultanément, un travail de dessinateur pour le compte des éditions G. P.

## Illustrations
(liste exhaustive)

### Romans pour la jeunesse
Séries
- Jacques Rogy de Pierre Lamblin (Collection Spirale, éditions G. P.)
  - Jacques Rogy chasse le fantôme
  - Jacques Rogy court deux lièvres à la fois
  - Jacques Rogy cherche la petite bête
  - Jacques Rogy enquête sous les eaux
  - Jacques Rogy lâche les chiens
  - Jacques Rogy chasse le fantôme
  - Jacques Rogy trouve un os
  - Jacques Rogy veille au grain
  - Jacques Rogy se jette au feu
  - Jacques Rogy traque l'espion
  - Jacques Rogy redresse la barre
  - Jacques Rogy roule sur l'or
  - Jacques Rogy lutte contre la montre
  - Jacques Rogy prend le taureau par les cornes
  - Jacques Rogy lève le voile
  - Jacques Rogy arrache le masque
  - Jacques Rogy défie l'Amazone
  - Jacques Rogy réussit un fameux coup de filet

- Shirley, d'Edward Home-Gall (Collection Spirale, G. P.)

- - 1962 : Shirley, hôtesse de l'air
  - 1962 : Shirley et l'Affaire du diamant
  - 1963 : Shirley et le Rébus chinois
  - 1963 : Shirley dans les fjords norvégiens
  - 1963 : Shirley et la Fille du Rajah
  - 1964 : Shirley chez les Pygmées
  - 1966 : Shirley au Canada
  - 1967 : Shirley et le Mystère des lingots d'or
  - 1968 : Shirley dans la tempête
  - 1969 : Shirley et la Mystérieuse Mona
  - 1970 : Shirley à Hollywood

- Puck de Lisbeth Werner (collection Rouge et Or, éditions G. P.)

- - 1961 : Puck dans la neige
  - 1962 : Puck va bon train
  - 1964 : Puck a des ennuis
  - 1964 : Puck contre les voleurs
  - 1965 : Un ban pour Puck !
  - 1967 : Puck s'amuse
  - 1968 : Puck demoiselle d'honneur
  - 1969 : Puck et l'affaire des 60 couronnes
  - 1970 : Puck et la mercedes blanche
  - 1975 : Puck et le mystère du marais
  - 1977 : Puck et le mystère du billet de loterie
  - 1978 : Puck et l'inconnu à la veste de cuir

- Biggles (Collection Spirale, G. P.)

- Le Toucan de Max Artis (Collection Spirale, G. P.)

- - 1977 : Le Toucan vole à Sumatra
  - 1976 : Le Toucan et le Trésor des Samouraï

Hors-série
- 1960 : Chansons de France, coll. « Bibliothèque Rouge et bleue » no 16, éditions G. P.
- 1960 : Dodue, la petite lionne, Colette Civray, coll. « Bibliothèque Rouge et bleue » no 57, G.P.
- 1960 : Rondes et chansons, coll. « Bibliothèque Rouge et bleue » no 17, G.P.
- 1960 : Églantine et l'aventure, Renée Aurembou, collection « Rouge et Or » no 156, G.P.
- 1960 : Fille de pilote, M.-A. de Miollis, collection Spirale no 32, G.P.
- 1961 : Bravo, Monsieur la Grenouille !, Renée Aurembou, collection Spirale no 46, G.P.
- 1961 : Reste avec nous, petite sœur, Aili Konttinen, coll. « Rouge et Or » Dauphine no 65, G.P.
- 1962 : Mon chien, mon île et moi, Jacques Talrich, coll. « Bibliothèque Verte », Hachette
- 1963 : Les Mains-Blanches, Roger Jay, coll. « Rouge et Or » no 194, G.P.
- 1965 : La Villa des roses, Dominique Mérange, collection Spirale no 106, G.P.
- 1966 : Francesco, Jacqueline Cervon, coll. « Rouge et Or » souveraine no 225, G.P.
- 1966 : M'Toto, le bébé éléphant (M'Toto, the adventures of a baby elephant), Alyce Shinn Fechter, coll. « Rouge et Or Dauphine » no 123, G.P.
- 1967 : Les Hercules d'acier, Pierre Castex, Collection : « Aventures » : Nic ; no 16, G.P.
- 1967 : Prince des neiges, Jacqueline Cervon, coll. « Rouge et Or », G.P.
- 1967 : Le Réseau secret du vieux moulin, Armand Dumazot, coll. « Rouge et Or » souveraine no 249, G.P.
- 1968 : Blondy du pays vert, Johnny, coll. « Rouge et Or » souveraine no 142, G.P.
- 1968 : L'Or des Romains, Gil Lacq, collection Spirale no 146, G.P.
- 1968 : You, petit poisson, Maurice Limat, coll. « Rouge et Or » Dauphine no 144, G.P.
- 1969 : Les Cinq du chalet d'en haut (Barnen i fjällgården), Viola Wahlstedt-Guillemaut, coll. « Rouge et Or » Dauphine no 163, G.P.
- 1969 : La Bataille du vieux village, Colette Meffre ; coll. « Rouge et Or » souveraine, G. P..
- 1969 : L'Étang des quatre saisons, Yvon Mauffret ; coll. « Rouge et Or  » Dauphine no 155, G.P.
- 1968 : Le Roi sans mémoire, Gil Lacq, collection Spirale no 151, G.P.
- 1970 : Timmy le petit koala, Eve Dessarre, coll. : « Rouge et bleue », G.P.
- 1970 : Les Chevaliers du Stromboli, Jacqueline Cervon, coll. « Rouge et Or Dauphine » no 278, G.P.
- 1975 : Patrick Valmont chez les chasseurs de têtes,coll. « Bibliothèque Verte », Hachette
- 1976 : Colline poussiéreuse, Éve Dessarre, coll. « Rouge et Or » souveraine no 344, G.P.
- 1977 : La Fleur, la fourmi et le bulldozer, Jacques Nigay, coll. « Rouge et bleue » no 168, G.P.
- 1977 : Max lève l'ancre, Pierre Lamblin, Collection Spirale no 260, G.P.
- 1979 : Opération Pra-Loup, Yvette Loiseau, coll. « Rouge et Or » souveraine, G.P.
- 1982 : Pompon, le poney, coll. « Bébé pélican » no 18, G.P.
- 2001 : Alain Decaux raconte la Révolution française aux enfants, Éditeur : Perrin
- 2006 : Alain Decaux raconte Jésus aux enfants, coll. « Jeunesse » (Monaco)

### Romans pour adultes
- 1960 : Marytonia, collection « Rêves bleus » no 107.
- 1967 : Chasses tragiques, Albert Mahuzier, Presses de la Cité.
- 1985 : Charlie, Stephen King, France Loisirs.

## Affiches de cinéma
- 1939 : Les Hauts de Hurlevent, de William Wyler

### Années 1960
- 1960 :
  - Fortunat, d'Alex Joffé
  - L'Ours, d'Edmond Séchan
  - Os Bandeirantes, de Marcel Camus
- 1961 :
  - Le Miracle des loups, d'André Hunebelle
  - Napoléon II, l'aiglon, de Claude Boissol
  - Tintin et le Mystère de la Toison d'or, de Jean-Jacques Vierne
  - Le Tracassin ou les plaisirs de la ville, d'Alex Joffé
  - Un nommé La Rocca, de Jean Becker
- 1962 :
  - Le Jour le plus long, de Ken Annakin
  - Le Septième Juré, de Georges Lautner
- 1963 : 
  - Charade, de Stanley Donen
  - Les Heures de l'amour, de Luciano Salce
  - OSS 117 se déchaîne, d'André Hunebelle
- 1964 :
  - Le Caporal épinglé, de Jean Renoir
  - Le Crash mystérieux, de Ralph Nelson
  - Madame Croque-maris, de J. Lee Thompson
  - Patate, de Robert Thomas
  - Pour une poignée de dollars, de Sergio Leone
  - La Rancune, de Bernhard Wicki
  - Les Séquestrés d'Altona, de Vittorio De Sica
  - Zorba le Grec, de Michael Cacoyannis
- 1965 :
  - Et pour quelques dollars de plus, de Sergio Leone
  - La Grande frousse, de Jean-Pierre Mocky
  - Les Heures de l'amour, de Luciano Salce
  - Morituri, de Bernhard Wicki
  - Par un beau matin d'été, de Jacques Deray
- 1966 : Mes femmes américaines, de Gian Luigi Polidoro
- 1967 :
  - Toutes folles de lui, de Norbert Carbonnaux
  - Une super-girl nommée Fathorm, de Leslie H. Martinson

### Années 1970
- 1971 : Deux Loustics en bordée, de Lorenzo Gicca Palli
- 1973 : J'suis pas un dur... mais ça viendra, de Jacques Besnard
- 1976 : 
  - Buffalo Bill et les Indiens, de Robert Altman
  - Transamerica Express, d'Arthur Hiller
  - Le Voyage au bout du monde, de Jacques-Yves Cousteau
- 1977 : Le Dernier Dinosaure, d'Alexander Grasshoff
- 1978 : Le Couloir de la mort, de Gus Trikonis
- 1979 :
  - Anthropophagous, de Joe D'Amato
  - Nom de code : Jaguar, d'Ernest Pintoff
  - Le Vampire de ces dames, de Stan Dragoti

### Années 1980
- 1980 :
  - Faut pas pousser, de Michele Lupo
  - Pulsions cannibales, d'Anthony M. Dawson
- 1981 : Te marre pas... c'est pour rire !, de Jacques Besnard
- 1982 :
  - Deux super cow-boys, de Ferdinando Baldi
  - Ilsa, la tigresse du goulag, de Jean LaFleur
  - Opération Green Ice, d'Ernest Day
  - Le tombeur, le frimeur et l'emmerdeuse, de Boaz Davidson
- 1983 :
  - American Teenagers, de Curtis Hanson
  - L'Étoffe des héros, de Philip Kaufman
  - Le Fantôme, ma femme et moi, de Bruno Corbucci
  - Le tombeur, le frimeur et l'allumeuse, de Boaz Davidson